# ناتالیا یاکوفلوا (شناگر)
ناتالیا یاکوفلوا (به انگلیسی: Nataliya Yakovleva) (زادهٔ ۲۷ دسامبر ۱۹۷۱) شناگر اهل شوروی است.